# Jozef Spléni
Jozef Spléni (známý též pod jménem Splényi de Mihaldi) (* 24. červen 1710 Ražňany) byl jezuita, náboženský spisovatel a vysokoškolský pedagog.

## Životopis
Pocházel ze zemanské rodiny. Roku 1725 vstoupil do jezuitského řádu v Trenčíně. Studoval na univerzitách v Košicích a v Trnavě, stal se doktore filozofie a teologii. Svojí třetí probaci dělal v Banské Bystrici (1741). Později se stal také hospodářem řeholního domu v Banské Bystrici (1764). Vyučoval společenské nauky, etiku, teologii, apologetika a kanonické právo. Zastával nakonec hodnost profesora a děkana na filozofických fakultách v Trnavě a v Kluži.